# Cybergirl
Cybergirl – australijski miniserial dla młodzieży z gatunku science fiction. Swoją premierę miał w 2001 roku, na australijskim kanale komercyjnej telewizji Network Ten.
Serial składa się z 26 odcinków. Twórcą serialu jest Jonathan M. Shiff, znany z takich produkcji jak Dziewczyna z oceanu, H2O – wystarczy kropla czy Księżniczka z krainy słoni. 

## Fabuła
Cybergirl to superbohaterka, ukrywająca się pod fałszywą tożsamością zwykłej nastolatki Ashley Campbell. W rzeczywistości jest ona replikantką z odległej planety.

## Obsada
- Ania Stepien - Ashley/Cybergirl
- Craig Horner - Jackson Campbell
- Jovita Lee Shaw - Kat Fontaine
- Mark Owen-Taylor - Hugh Campbell
- Septimus Caton - Rhyss
- Jennifer Congram - Xanda
- Ric Anderson - Isaac
- Peter Mochrie - Rick Fontaine
- Christine Amor - pani burmistrz Burdette Buxton
- Winston Cooper - Giorgio
- David Vallon - Romirez
- Jessica Origliasso - Emerald Buxton
- Lisa Origliasso - Sapphire Buxton
- Michelle Atkinson - Anthea

## Edycja DVD
Serial został wydany na płytach DVD 4 grudnia 2006, pt. CyberGirl: The superhero for a new generation - The Complete Series. Zestaw zawiera 26 odcinki na 4 płytach, z blokadą terytorialną - Region 0. Wydanie obejmuje również sceny realizacji oraz sceny za kulisami, pakiet materiałów promocyjny dla prasy w wersji elektronicznej oraz materiały na temat występu w serialu zespołu The Veronicas.